# Dryops fils de Priam
Pour les articles homonymes, voir Dryops.
Dans la mythologie grecque, Dryops (en grec ancien Δρύοψ) est l’un des fils de Priam ; sa mère n’est pas connue : Apollodore le Mythographe, dans sa Bibliothèque (III, 12, 5), nomme Dryops  dans une longue liste d'enfants que Priam a eu d'autres femmes qu'Hécube.
Son nom dérive de δρῦς, le chêne.
Homère ne l'évoque qu'une seule fois dans deux vers de l'Iliade : lors de la guerre de Troie, quand Achille revient au combat après la mort de Patrocle, Dryops est le premier guerrier troyen à être attaqué par ce dernier, qui le transperce d’une lance au milieu du cou. 
La question est débattue de savoir s'il s'agit du fondateur éponyme du peuple des Dryopes ; plusieurs autres personnages portant le nom de Dryops apparaissent dans les textes mythologiques ou littéraires antiques,.

## Sources anciennes
- Pseudo-Apollodore, Bibliothèque [détail des éditions] [lire en ligne] (III, 12, 5).
- Homère, Iliade [détail des éditions] [lire en ligne] (XX, 455-456).
- Hygin, Fables [détail des éditions] [(la) lire en ligne] (XC).